# Echanella obliquistriga
Echanella obliquistriga är en fjärilsart som beskrevs av Louis Beethoven Prout 1928. Echanella obliquistriga ingår i släktet Echanella och familjen nattflyn. Inga underarter finns listade i Catalogue of Life.